# Standseilbahn Dresden
La Standseilbahn di Dresda è una funicolare senza conducente in funzione a Dresda. Venne inaugurata nell'ottobre 1895 con la trazione a vapore e nel 1909 convertita al funzionamento elettrico. Collega Loschwitz, nei pressi del "Blue Wonder", con Oberloschwitz ed è gestita dal Dresden Transport AG. Nel 2014, 300.000 passeggeri hanno utilizzato questo mezzo di trasporto. Oltre alla vicina Schwebebahn, è una delle due ferrovie di montagna di Dresda.

## Storia

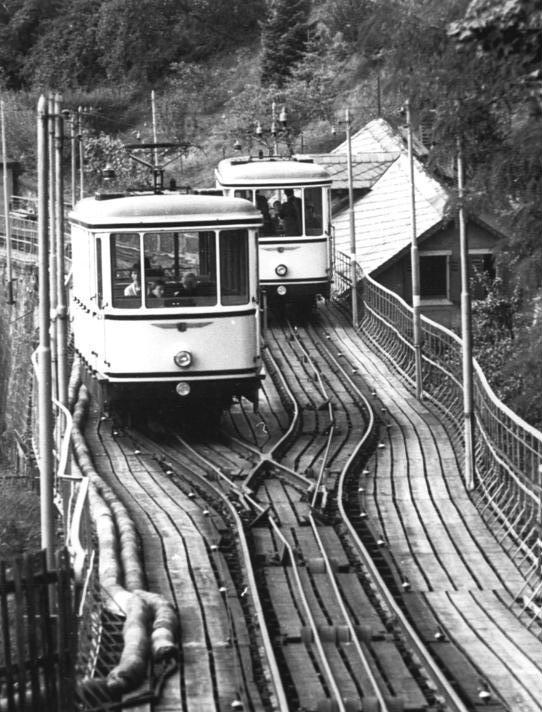
Nel 1985 la funicolare di Dresda (qui: Abtsche Weiche sul viadotto) aveva ancora linee aeree

Nel 1873, l'imprenditore Ludwig Küntzelmann sviluppò un progetto di funicolare tra la Körnerplatz a Loschwitz e la Weißen di Hirsch, dove possedeva molte proprietà. Poiché si prevedeva uno scarso traffico, non gli fu concessa la licenza. 15 anni dopo Heinrich Lahmann prì il suo sanatorio che trasformò in un centro benessere di fama internazionale. Nel 1890, le rinnovate richieste di migliori collegamenti di trasporto portarono a un'altra domanda di licenza da parte di Ferdinand Dörfinger e Alfred Stössel. In un primo tempo, questi sforzi sembravano non avere successo, e anche questo progetto fallì nel 1893. Tuttavia, il governo sassone chiese a Dörfinger e Stössel di formulare nuovamente una proposta, e nel settembre 1893 fu concessa l'autorizzazione alla costruzione. 
Tuttavia, gli imprenditori Dörfinger e Stössel non furono in grado di sostenere i costi di costruzione. Pertanto, la Vereinigte Eisenbahnbau- und Betriebs-Gesellschaft rilevò la concessione e costruì la funicolare in undici mesi, che venne aperta nell'ottobre 1895  con funzionamento a vapore. I costi di costruzione ammontarono a 800.000 marchi.  Nei primi cinque anni di attività, la ferrovia trasportava anche merci, quali carbone e materiali da costruzione in salita ed escrementi umani in discesa, questi ultimi consentiti solo di notte a causa dell'odore sgradevole. Era anche possibile trasportare cavalli e buoi e i carri merci avevano un tetto adatto a questo scopo. 

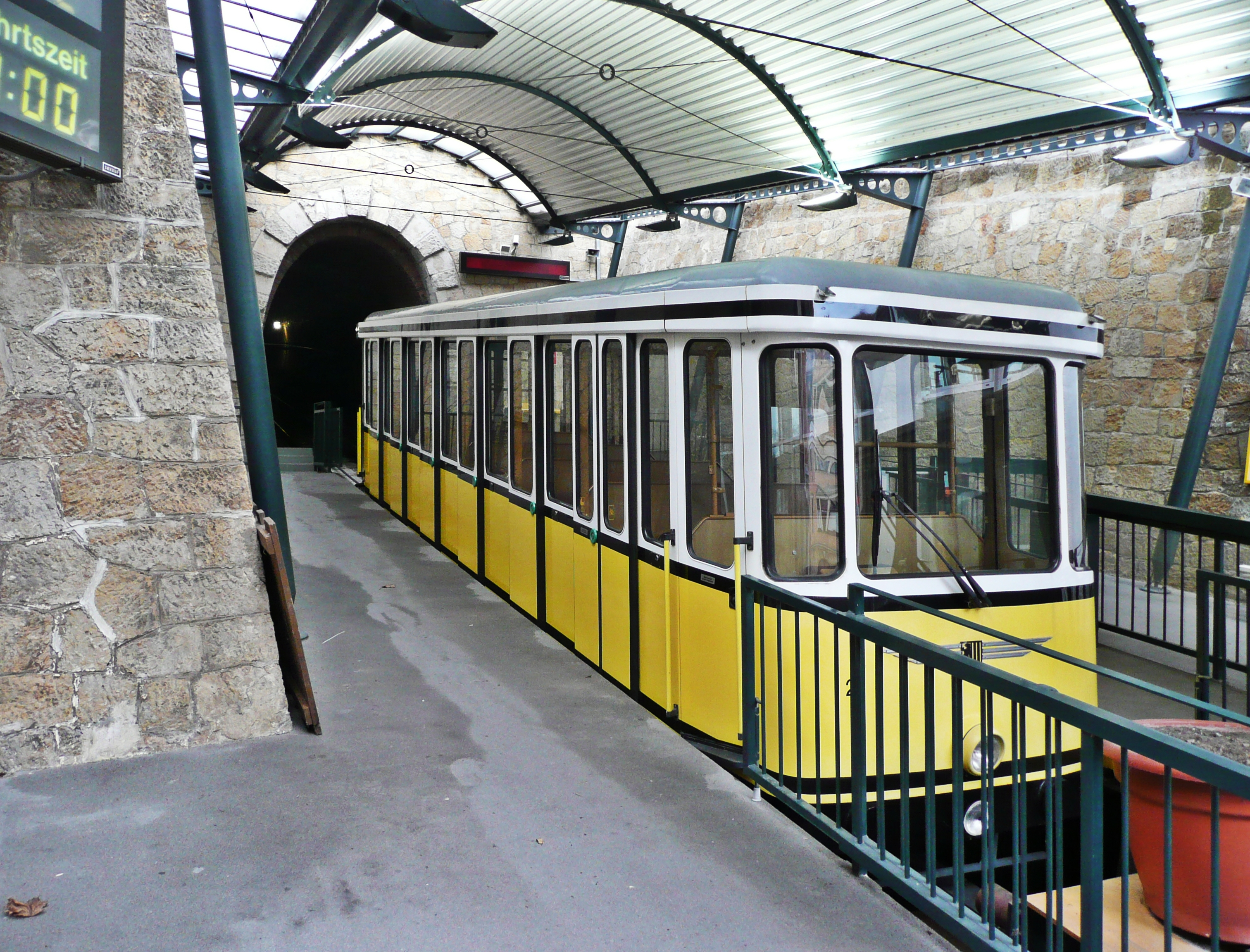
Stazione a valle della funicolare di Dresda con il portale del tunnel di Burgberg (2009)

Il proprietario della funivia cambiò più volte nei primi decenni di attività. In primo luogo, la United Railway Construction and Operating Company fondata nel marzo 1897 come filiale della AG funicolare Loschwitz Weißer Hirsch. Nel 1906, Elektra AG fondata nel 1898 a Dresda, proprietaria della funivia di Loschwitz, rilevò la maggioranza della funicolare che nel 1912 divenne proprietà della città di Dresda. Da allora, Dresdner Verkehrsbetriebe AG e le sue società precedenti hanno gestito la funicolare. 
Nel 1909 passò al funzionamento elettrico. Nel 1932 fu installata una linea aerea di contatto, che consentì l'illuminazione elettrica e il riscaldamento dei veicoli. La funicolare sopravvisse alla seconda guerra mondiale senza gravi danni. Nel caso di allarme aereo, il personale guidava i veicoli nel tunnel. Pertanto, rimase indenne durante il grande bombardamento di Dresda del 13 febbraio 1945. La struttura fu nuovamente utilizzabile dopo alcuni giorni.
Una ristrutturazione completa fu necessaria nel 1978/79. I binari, il tunnel e il viadotto furono riparati. La funicolare è considerata patrimonio storico dal 1984. Dopo la riunificazione tedesca, l'intero sistema ferroviario è stato modernizzato sotto la guida dell'appaltatore generale Waagner-Biro. Le stazioni di montagna e valle, nonché le gallerie e il viadotto sono stati rinnovati così come i mezzi rotabili. Alla stazione superiore è stata assegnata una stazione di controllo sulla piattaforma, che ha spostato il posto di guida dell'operatore dal seminterrato alla luce del giorno, e alla stazione inferiore una nuova struttura dal tetto traslucido. Poiché la nuova generazione di carrozze non aveva più bisogno di linee aeree, queste sono state smantellate. Il 22  ottobre 1994  la funicolare riprese le operazioni dopo la ricostruzione.

## Caratteristiche
| Head stop |

| Enter and exit tunnel |

| Unknown route-map component "hSTRae" |

| Enter and exit tunnel |

| End stop |

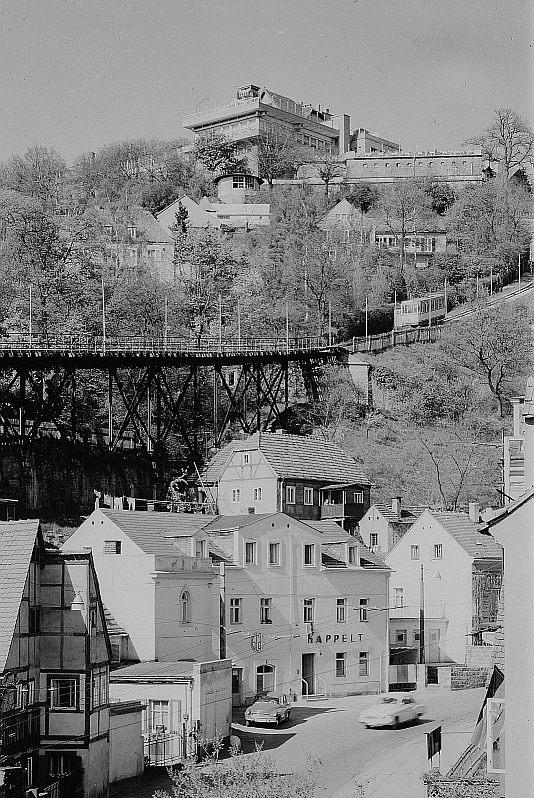
Il viadotto si trova approssimativamente nel mezzo del percorso

La linea a binario singolo è lunga 547 metri e ha uno scartamento di 1.000 mm. Nel mezzo del viadotto c'è un punto di scambio. La funicolare ha una pendenza massima del 29,8% e supera un dislivello di circa 95 metri.

## Materiale rotabile
Le vetture sono accelerate e frenate dalla fune. I compartimenti dei carri sono disposti a gradini per adattarsi all'inclinazione del percorso. Dall'inizio delle operazioni sono state in uso quattro generazioni di vetture. 
- La prima generazione fu in uso dal 1895 al 1934. Se necessario, le due cabine principali avrebbero potuto essere integrate da due carrozze anteriori per il trasporto passeggeri e due carri merci con area di carico rotante.
- Nel 1934, la società Christoph Unmack di Niesky rinnovò i veicoli.
- L'officina del tram Trachenberge costruì la terza generazione di carrozze nel 1962/63. Un compartimento bagagli chiuso e il controllo elettrico della porta furono le innovazioni più importanti.
- La Waggonbau Bautzen GmbH produsse la quarta generazione di vetture nel 1994. Le due carrozze hanno due ampi vani bagagli per passeggini, sedie a rotelle e biciclette. Contrariamente alle generazioni precedenti, hanno un controllo del freno elettroidraulico con gruppi di molle precaricate e un azionamento di nuova concezione.

### Tecnologia di azionamento
La fabbrica di macchine e il cantiere navale Uebigau ha fornito la tecnologia di trasmissione e ha utilizzato una trasmissione a catena, come già testata su navi da rimorchio a catena sull'Elba. Tuttavia, questa tecnologia di azionamento è particolare per una funicolare. Come motori a combustione vennero utilizzati due motori a vapore con una puleggia di trazione di quattro metri di diametro, in seguito, un motore a corrente continua di 240 V e un consumo di energia di 44.2 kW. Una sottostazione di raddrizzazione nella stazione a monte forniva elettricità alla funicolare e alla vicina ferrovia sospesa di Dresda. Nel 1964, i primi motori elettrici vennero sostituiti da nuovi modelli, fabbricati nello stabilimento della valle dell'Elba.